# Есниц (Кубшюц)

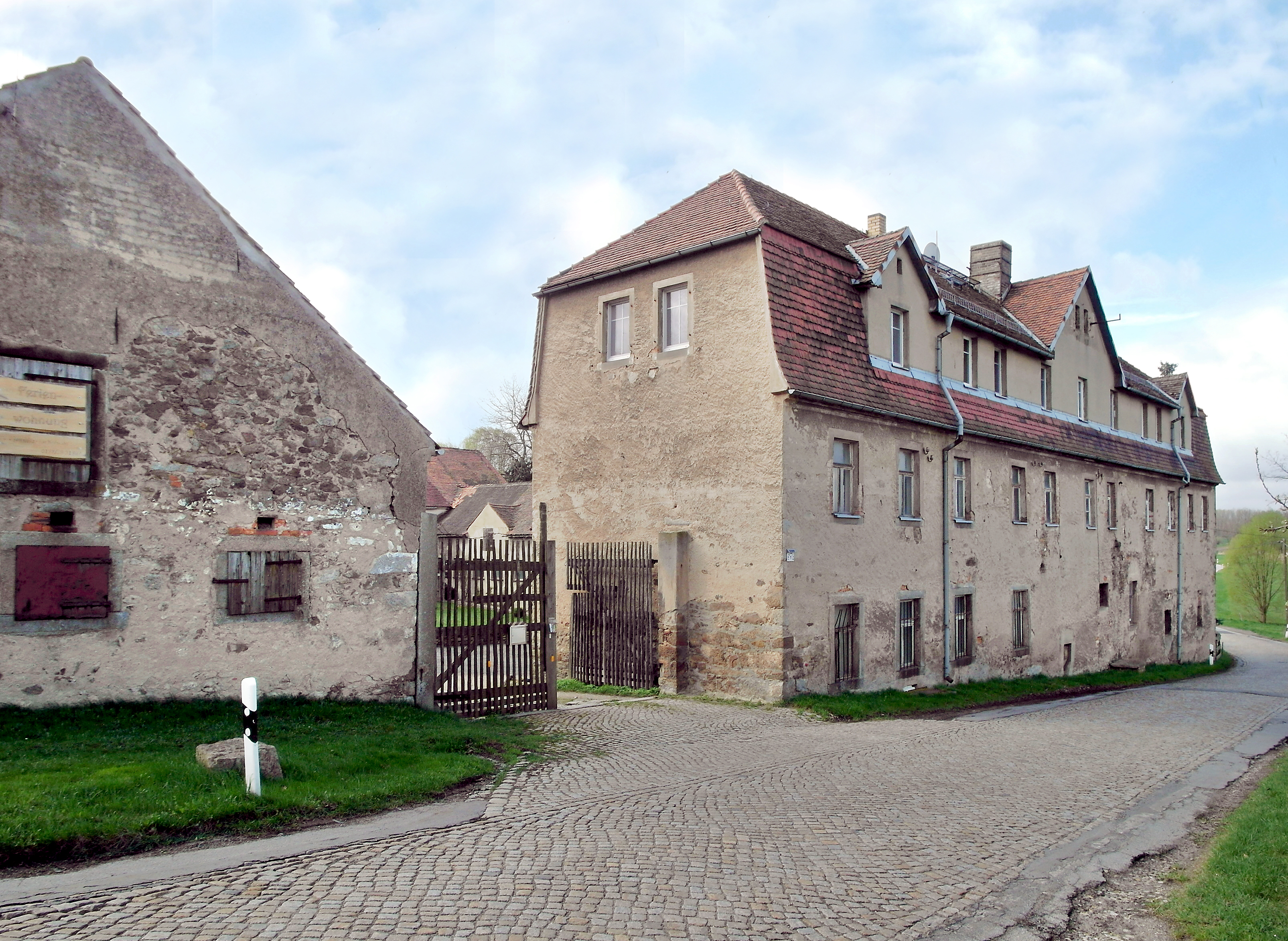

Е́сниц (употребляется также наименование Дюрръесниц) или Я́сеньца (нем. Jeßnitz, Dürrjeßnitz; в.-луж. Jaseńca) — деревня в Верхней Лужице, Германия. Входит в состав коммуны Кубшюц района Баутцен в земле Саксония. Подчиняется административному округу Дрезден.
В настоящее время деревня не имеет самостоятельного административного статуса населённого пункта. Входит в состав деревни Грубочицы.

## География
Соседние населённые пункты: на северо-западе — деревня Сокольца, на востоке — деревня Тороньца и на юго-западе — деревня Грубочицы.

## История
Впервые упоминается в 1374 году под наименованием Yesnitz.
До 1973 по 1994 года входила в коммуну Енквиц. С 1994 года входит в современную коммуну Кубшюц.
В настоящее время деревня входит в состав культурно-территориальной автономии «Лужицкая поселенческая область», на территории которой действуют законодательные акты земель Саксонии и Бранденбурга, содействующие сохранению лужицких языков и культуры лужичан.
Исторические немецкие наименования
- Yesnitz, 1374
- Jessenicz, 1452
- den Wald Jeßenitcz genannt, 1458
- Gessenicz, 1487
- Jeßnitz, 1658
- Dürr Jesnitz, 1768
- Dürr Jeßnitz, wird zum Unterschied des Jeßnitz bey Neschwitz also benennent, 1791
- Dürr-Jeßnitz (Jeßnitz), 1834
- Jeßnitz im Gebirge, 1875
- Jessnitz, 1992

## Население
| 1834 | 1875 |
| ---- | ---- |
| 22   | 23   |